# Hans Junge
Hans Hermann Junge (ur. 11 lutego 1914 w Preetz, zm. 13 sierpnia 1944 w Dreux) – kamerdyner Adolfa Hitlera, niemiecki oficer SS, mąż Traudl Junge. Zabity podczas Bitwy o Normandię.

## Życiorys
Hans Hermann Junge urodził się 11 lutego 1914 w prowincji Schleswig-Holstein. W 1933 dołączył do SS z numerem członkowskim 150359, a rok później wstąpił jako ochotnik do 1 Dywizji Pancerne SS „Leibstandarte SS Adolf Hitler”. Od 1936 roku służył w SS-Begleitkommando des Führers. Kamerdynerem został w 1940 r.12 czerwca 1943 Junge wziął ślub z Traudl Junge z domu Humps, sekretarką Hitlera.
14 lipca 1943 roku wstąpił ochotniczo do 12 Dywizji Pancernej SS „Hitlerjugend”.
Hans Junge zmarł na skutek obrażeń odniesionych podczas ataku powietrznego w Dreux.

## Odznaczenia
- Order Krzyża Wolności IV Klasy (11 czerwca 1942)[3]
- Krzyż Żelazny II Klasy (26 lipca 1944)[3]
- Odznaka za Służbę w SS II Klasy[3]